# Tratado de Forças Nucleares de Alcance Intermediário
O Tratado de Forças Nucleares de Alcance Intermediário (formalmente Tratado entre os Estados Unidos da América e a União das Repúblicas Socialistas Soviéticas sobre a Eliminação dos seus Mísseis de Alcance Intermediário e de Menor Alcance), também conhecido como Tratado INF (do inglês: Intermediate-Range Nuclear Forces) foi um tratado internacional sobre controle de armas nucleares entre os Estados Unidos e a União Soviética assinado na cidade de Washington, D.C., em 8 de dezembro de 1987. Firmaram o tratado pelos EUA o então presidente estadunidense, Ronald Reagan, e, pela URSS, o então secretário-geral do Partido Comunista da URSS, Mikhail Gorbachev. Ratificado pelo Congresso dos Estados Unidos em 27 de Maio do ano seguinte, o mesmo entrou em vigor em 1 de Junho de 1988.
O acordo previa a eliminação dos mísseis balísticos e de cruzeiro, nucleares ou convencionais, cujo alcance estivesse entre 500 e 1 000 km (para os mísseis balísticos de curto alcance) e 1 000 a 5 500 km (para os mísseis balísticos de médio alcance e para mísseis balísticos de alcance intermediário). O tratado não se aplicava a mísseis lançados por via aérea ou marinha. Até a data-limite de 1 de Junho de 1991, prevista no tratado, 2 692 mísseis foram destruídos — 846 por parte dos Estados Unidos e 1 846 por parte da União Soviética. O acordo permitia a qualquer das partes inspecionar as instalações militares da outra.
Contudo, em 20 de outubro de 2018 os Estados Unidos anunciaram sua retirada do tratado. Segundo o presidente americano Donald Trump, os russos já estavam violando os termos do acordo há muitos anos. Esta decisão foi confirmada em 1 de fevereiro de 2019, quando os EUA, seguidos pela Rússia, decidiram suspender o tratado por 6 meses. Em 4 de março, o presidente russo Vladimir Putin, em um ato de retaliação, suspendeu oficialmente a participação do país no tratado. Os EUA retiraram-se formalmente do tratado em 2 de agosto de 2019.

## Antecedentes
Em março de 1976, a União Soviética implantou pela primeira vez o RSD-10 Pioneer (também conhecido como SS-20 Saber) em seus territórios europeus, um míssil balístico de alcance intermediário móvel (IRBM) com um Míssil de Reentrada Múltipla Independentemente Direcionada (MIRV), contendo três ogivas nucleares de 150 quilotoneladas. Seu alcance de 4 700 a 5 000 quilômetros era grande o suficiente para alcançar a Europa Ocidental de dentro do então território soviético; seu alcance estava logo abaixo da faixa mínima do SALT-II para ser considerado um míssil balístico intercontinental, de 5 500 km. O SS-20 substituiu os antigos sistemas de mísseis soviéticos, entre eles o SS-4 Sandal (também conhecido como R-12 Dvina) e o SS-5 Skean (também conhecido como  R-14 Chusovaya), estes representavam um ameaça limitada a Europa Ocidental devido a sua baixa precisão, carga útil limitada (uma ogiva), tempo de preparação longo, grande dificuldade em esconde-lo e imobilidade (expondo-os assim a um ataque surpresa preventivo da OTAN, provavelmente seguido por um ataque planejado). Enquanto o SS-4 Sandal e o SS-5 Skean eram vistos como armas defensivas, o SS-20 Sabre era visto como um sistema potencialmente ofensivo, principalmente no caso de uma guerra nuclear entre a OTAN e a URSS.
Os EUA, na época sob o comando do presidente Jimmy Carter, inicialmente consideraram suas armas nucleares estratégicas e aeronaves com capacidade nuclear como forças de combate adequadas contra o SS-20, também as consideravam como um impedimento suficiente no caso de uma agressão soviética. No entanto, em 1977, o então chanceler da Alemanha Ocidental, Helmut Schmidt, argumentou em discurso que uma resposta ocidental à implantação do SS-20 deveria ser explorada, um apelo apoiado pela OTAN, dada a uma visível desvantagem da Europa Ocidental em comparação com a URSS no quesito de forças nucleares. Leslie H. Gelb, então Secretária de Estado Adjunta dos Estados Unidos, relatou depois que o discurso de Schmidt pressionou os EUA a desenvolver uma resposta a ofensiva da União Soviética.
Em 12 de dezembro de 1979, devido a pressão europeia por uma resposta ao SS-20, os ministros do exterior e da defesa de países da OTAN reunidos em Bruxelas tomaram a "decisão de via dupla". Os ministros argumentaram que o Pacto de Varsóvia havia "desenvolvido uma grande e crescente capacidade em sistemas nucleares que ameaçam diretamente a Europa Ocidental": sistemas nucleares "teatrais" (isto é, armas nucleares táticas). Ao descrever essa situação  "agravada", os ministros fizeram referência direta ao SS-20 ao dizer que este apresentava "melhorias significativas em relação aos sistemas anteriores, proporcionando maior precisão, maior mobilidade e maior autonomia, além de possuir múltiplas ogivas". Os ministros também atribuíram a situação incomum ao bombardeiro estratégico soviético Tupolev Tu-22M, que eles acreditavam exibir "desempenho muito maior" do que seus antecessores. Além disso, os ministros expressaram preocupação com o fato da União Soviética ter ganhado uma vantagem sobre a OTAN nas "Forças Nucleares de Uso Tático de Longo Alcance" (LRTNF), e também aumentou significativamente a capacidade nuclear de curto alcance.

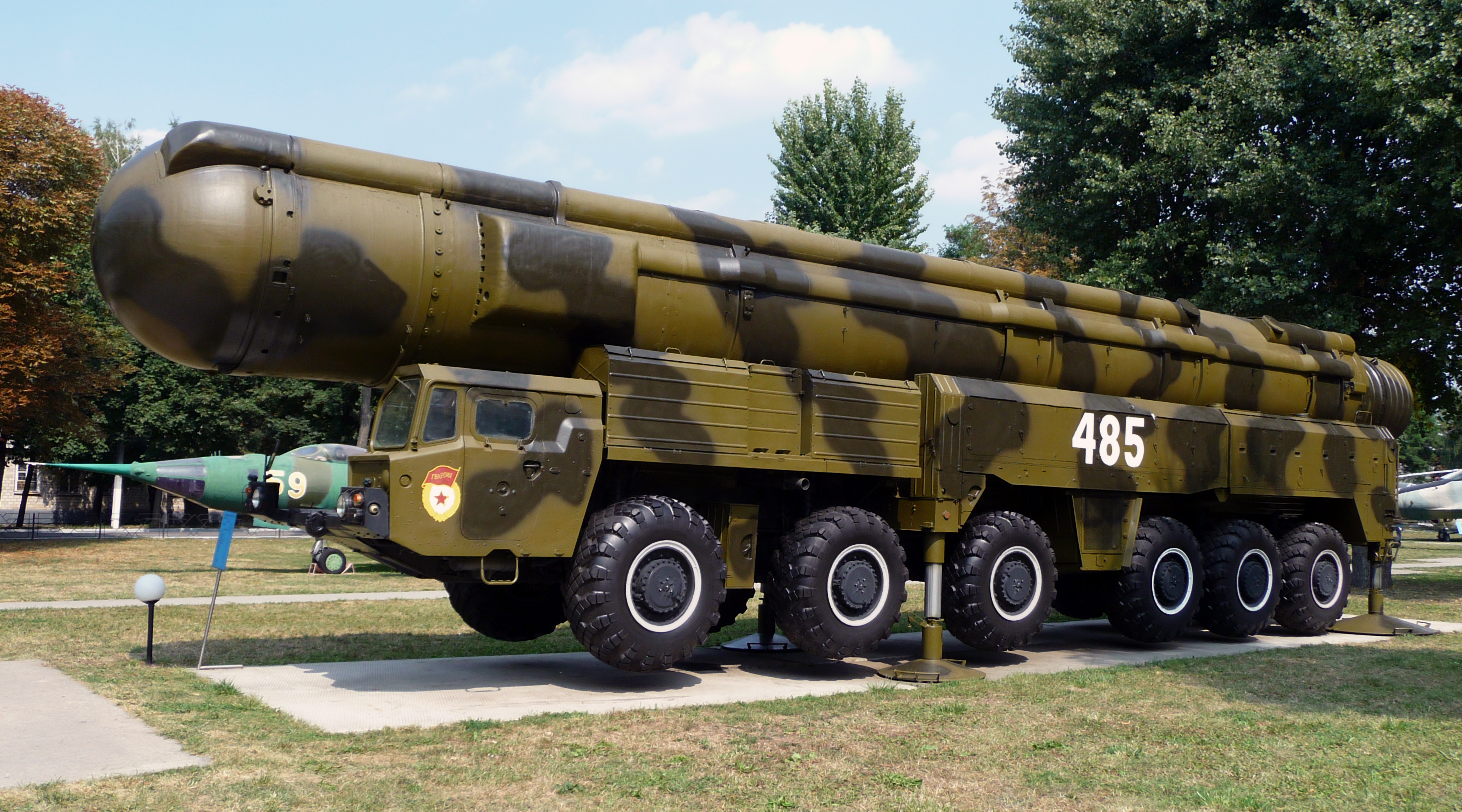
Míssil balístico soviético de alcance intermediário móvel, SS-20 Saber.

Para abordar sua estratégia de defesa, os ministros adotaram dois "caminhos" político-militares. Mil ogivas nucleares, de 7 400 ogivas, seriam retiradas da Europa Ocidental, enquanto isso, os Estados Unidos seguiriam suas negociações bilaterais com a União Soviética para limitar suas armas nucleares de uso tático. Caso essas negociações fracassem, a OTAN modernizaria suas próprias LRTNF ou suas Forças Nucleares de Alcance Intermediário, substituindo o MGM-31 Pershing dos EUA por 108 lançadores Pershing II na Alemanha Ocidental e implantando 464 mísseis de cruzeiro MGM-13 Mace na Bélgica, Itália, Países Baixos e Reino Unido a partir de dezembro de 1983.

## Negociações

### Negociações iniciais: 1981-1983
A União Soviética e os Estados Unidos concordaram em abrir negociações e discussões preliminares, denominadas Conversações Preliminares de Forças Nucleares de Alcance Intermediário, que começaram em Genebra, na Suíça, em outubro de 1980. Em 20 de janeiro de 1981, Ronald Reagan assumiu o cargo de presidente americano após derrotar Jimmy Carter na eleição presidencial de 1980. As negociações formais começaram em 30 de novembro de 1981, com os EUA liderados por Ronald Reagan e a União Soviética por Leonid Brejnev. O cerne da posição de negociação dos EUA refletia os princípios apresentados por Carter: quaisquer limites impostos às capacidades nucleares dos EUA, tanto em termos de "limites máximos" quanto de "direitos", devem ser correspondidos aos limites dos sistemas soviéticos, além disso, os Estados Unidos insistiram na existência de um regime de verificação suficiente em ambos países.

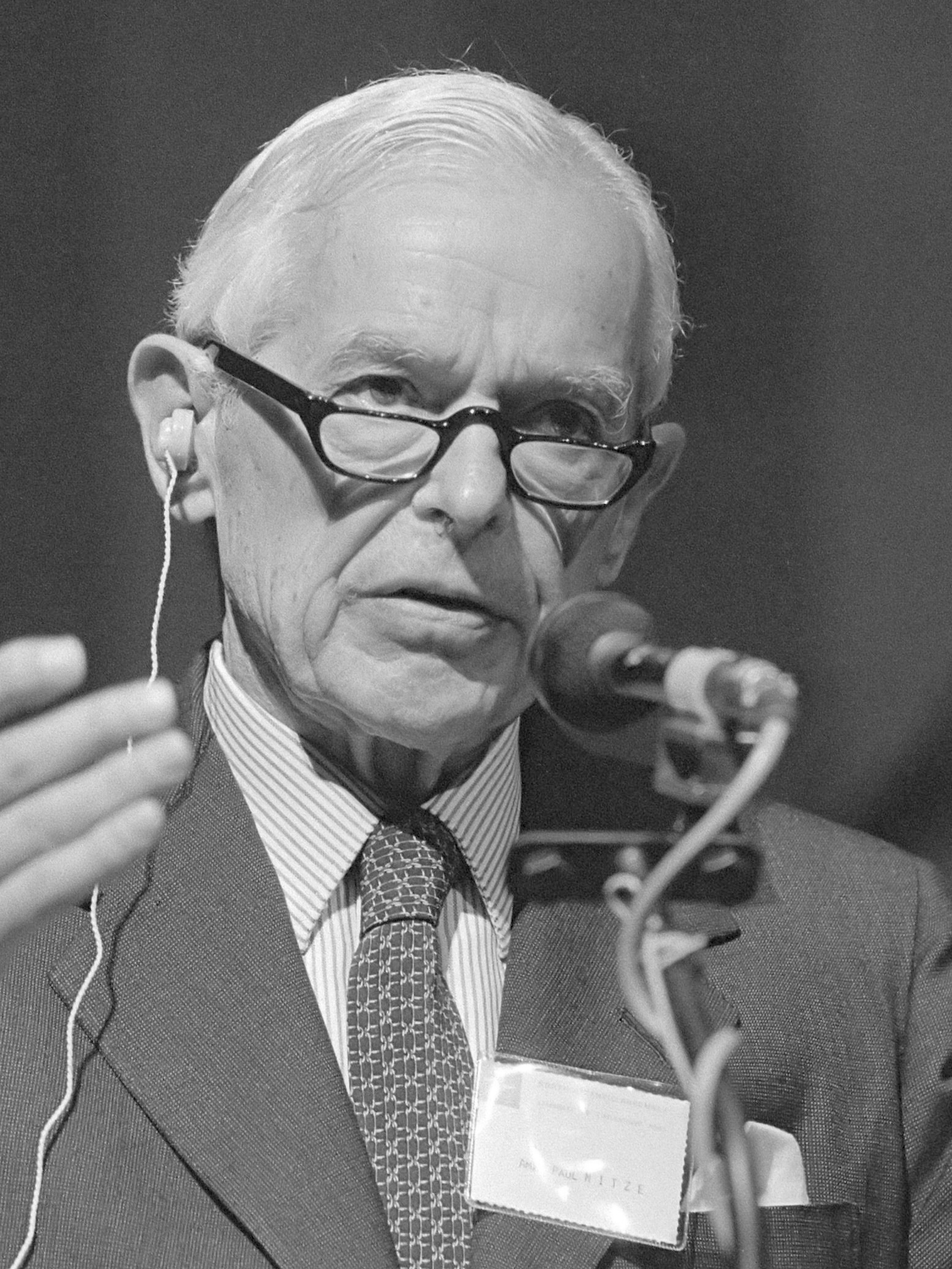
Paul Nitze, estratega da política de defesa americana na Guerra Fria.

Paul Nitze, que trabalhava há tempos na política de defesa americana e participava das Conversações sobre Limites para Armas Estratégicas (SALT), liderou a delegação dos EUA após ser recrutado pelo Secretário de Estado Alexander Haig. Embora Nitze tenha apoiado o primeiro tratado SALT, ele se opôs ao SALT II e renunciou à delegação dos EUA durante sua negociação. Nitze também era membro do Comitê sobre o Perigo Atual, um grupo firmemente anti-soviético composto por neoconservadores e republicanos conservadores. Yuli Kvitsinsky, o respeitado funcionário de segundo escalão da embaixada soviética na Alemanha Ocidental, chefiou a delegação soviética.
Em 18 de novembro de 1981, pouco antes do início das negociações formais, Reagan fez a proposta de "Opção Zero". O plano previa a suspensão da implantação pelos EUA dos mísseis BGM-109G e Pershing II, correspondido pela eliminação soviética de seus mísseis SS-4, SS-5 e SS-20. Parecia haver poucas chances de a Opção Zero ser adotada, mas o gesto foi bem recebido pelo público europeu. Em fevereiro de 1982, os negociadores americanos apresentaram um projeto de tratado contendo a Opção Zero e uma proibição global de mísseis de médio e curto alcance, com conformidade garantida por meio de um programa de verificação rigoroso, embora inespecífico.
A opinião da administração Reagan sobre a opção zero foi confusa. Richard Perle, então secretário assistente de defesa para assuntos estratégicos globais, foi o arquiteto do plano. O então secretário de Defesa ,Caspar Weinberger, que apoiou a contínua presença nuclear dos EUA na Europa, ficou cético em relação ao plano, embora o tenha aceitado pelo seu valor em colocar a União Soviética "na defensiva na 'guerra de propaganda' européia". Reagan depois reconheceu que a "opção zero surgiu devido as realidades da política nuclear na Europa Ocidental". A União Soviética rejeitou o plano logo após a entrega do mesmo feita pelos americanos em fevereiro de 1982, argumentando que ambos países deveriam poder reter mísseis de alcance intermediário na Europa. Especificamente, os negociadores soviéticos propuseram que o número de mísseis e aeronaves com forças nucleares de alcance intermediário (INF) implantados na Europa fosse limitado a 600 em 1985 e 300 em 1990. Preocupados com o fato de que essa proposta forçaria os EUA a retirar aeronaves da Europa e não implantar mísseis INF, considerando a cooperação dos EUA com implantações britânicas e francesas existentes, os americanos propuseram "direitos e limites iguais" - os EUA teriam permissão para igualar as implantações soviéticas do SS-20.
Entre 1981 e 1983, os negociadores norte-americanos e soviéticos se reuniram para seis rodadas de negociações, a cada dois meses - um sistema baseado nas negociações anteriores do SALT. A delegação dos EUA era composta por Paul Nitze, pelo general William F. Burns, do Estado-Maior Conjunto, por Thomas Graham, da Agência de Controle e Desarmamento de Armas (ACDA), e por funcionários de diversos setores do governo americano, entre eles o Departamento de Estado, o Gabinete do Secretário de Estado e Defesa e o Conselho de Segurança Nacional. O coronel Norman Clyne, participante do SALT, atuou como chefe de gabinete de Nitze durante esse período.
Houve pouca convergência entre os dois lados nesses dois anos. Um esforço dos EUA para separar a questão de aeronaves com capacidade nuclear e a de mísseis de alcance intermediário concentrou-se com sucesso nesse último, mas houve pouco progresso claro sobre o assunto. No verão de 1982, Nitze e Kvitsinsky deram um "passeio na floresta" nos Alpes, longe das negociações formais em Genebra, numa tentativa de contornar os procedimentos burocráticos e romper o impasse das negociações. Nitze disse mais tarde que o objetivo dele e de Kvitsinsky era concordar com certas concessões que permitiriam uma reunião bilateral entre Brejnev e Reagan no final de 1982.
A oferta de Nitze a Kvitsinsky era que os EUA renunciassem à implantação do Pershing II e continuassem a implantar mísseis BGM-109G, mas limitados a 75 lançadores de mísseis. A União Soviética, em troca, também teria que se limitar a 75 lançadores de mísseis de alcance intermediário na Europa e 90 na Ásia. Devido a cada lançador BGM contendo quatro mísseis lançados de cruzeiro terrestre e cada míssil SS-20 contendo três ogivas, esse acordo teria resultado nos EUA com mais 75 ogivas de alcance intermediário na Europa do que a União Soviética, embora os SS-20 fossem vistos como mais avançados que os BGM. Embora Kvitsinsky estivesse cético quanto ao fato de o plano ser bem recebido em Moscou, Nitze estava otimista com suas chances em Washington. O acordo acabou encontrando pouca tração em ambas capitais. Nos Estados Unidos, o Gabinete do Secretário de Defesa se opôs à proposta de Nitze, pois se opunha a qualquer proposta que permitiria à União Soviética implantar mísseis na Europa e bloquear as implantações dos EUA. A proposta de Nitze foi transmitida por Kvitsinsky a Moscou, onde também foi rejeitada. O plano, portanto, nunca foi introduzido em negociações formais, sendo apenas mencionado por Nitze em entrevistas posteriores.
No início de 1983, os negociadores norte-americanos indicaram que apoiariam um plano além da opção zero se o plano estabelecesse direitos e limites iguais para os EUA e a União Soviética, com tais limites válidos em todo o mundo, e excluíssem os sistemas de mísseis britânico e francês (assim como aqueles de qualquer outro terceiro). Como medida temporária, os negociadores americanos também propuseram um limite de 450 ogivas INF implantadas em todo o planeta pelos EUA e a União Soviética. Em resposta, os negociadores soviéticos expressaram que um plano teria de bloquear todas as implantações de INF dos EUA na Europa, cobrir mísseis e aeronaves, incluir terceiros e se concentrar principalmente na Europa para obter o apoio soviético. No outono de 1983, logo antes da implantação planejada dos EUA Pershing II e BGM-109G, os EUA reduziram seu limite proposto para implantações globais de INF para 420 mísseis, enquanto a União Soviética propunha "reduções iguais": se os EUA cancelassem a implantação planejada dos sistemas Pershing II e BGM, a União Soviética reduziria sua própria implantação INF em 572 ogivas. Em novembro de 1983, após a chegada dos primeiros Pershing II na Alemanha Ocidental, a União Soviética abandonou as negociações, como havia advertido que faria caso ocorressem implantações de mísseis na Europa por parte do governo americano.

### Negociações finais: 1985–1987

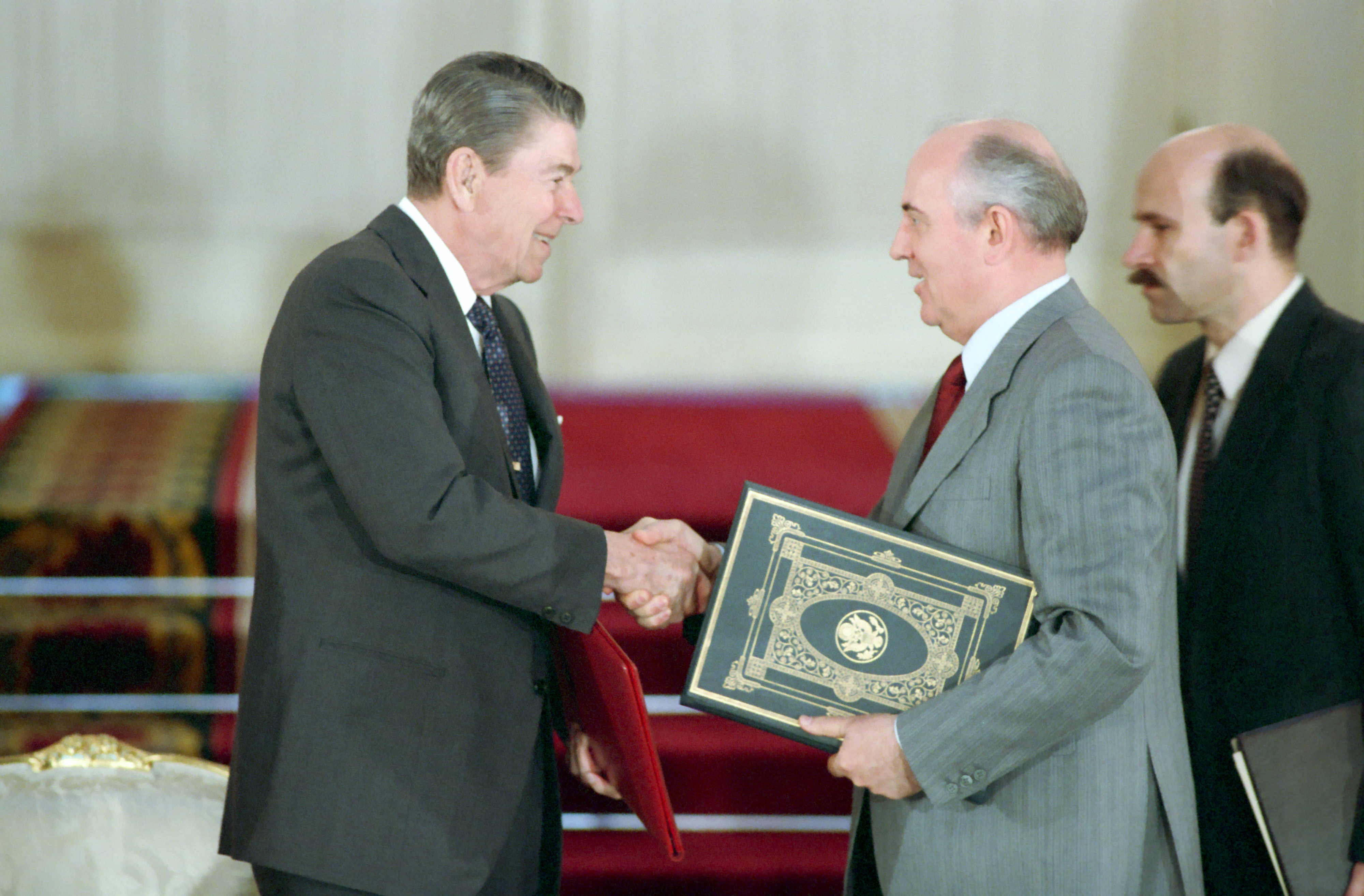
Ronald Reagan e Mikhail Gorbachev apertam as mãos após assinarem o Tratado INF.

A primeira-ministra britânica Margaret Thatcher desempenhou um papel fundamental na intermediação das negociações entre Ronald Reagan e Mikhail Gorbachev em 1986 a 1987.
No final de 1985, os dois lados estavam se movendo no sentido de limitar os mísseis de alcance intermediário (INF) na Europa e na Ásia. Em março de 1986, as negociações entre os EUA e a União Soviética foram retomadas, cobrindo não apenas a questão INF, mas também discussões separadas sobre armas estratégicas e questões espaciais (negociações nucleares e espaciais). Em 15 de janeiro de 1986, Gorbachev anunciou uma proposta soviética de proibição de todas as armas nucleares até 2000, incluindo mísseis INF na Europa. Isso foi descartado pelos americanos e combatido com uma redução gradual dos lançadores de INF na Europa e na Ásia para nenhum até 1989. Não haveria restrições às forças nucleares britânicas e francesas.
Uma série de reuniões em agosto e setembro de 1986 culminaram na Cúpula de Reykjavík, entre Reagan e Gorbachev, em 11 e 12 de outubro de 1986. Ambos concordaram a princípio em remover os mísseis INF da Europa e em igualar os limites globais de 100 ogivas de mísseis INF.  Gorbachev também propôs mudanças mais profundas e mais fundamentais no relacionamento estratégico. Negociações mais detalhadas foram estendidas ao longo de 1987, auxiliadas pela decisão do então chanceler da Alemanha Ocidental Helmut Kohl em agosto de remover unilateralmente os mísseis conjuntos Pershing 1a dos EUA e da Alemanha Ocidental. Inicialmente, o próprio chanceler se opôs à eliminação total dos mísseis Pershing, alegando que tal medida aumentaria a vulnerabilidade de seu país a um ataque das forças do pacto de Varsóvia. O texto do tratado foi finalmente finalizado em setembro de 1987. Em 8 de dezembro de 1987, o tratado foi oficialmente assinado pelo Presidente Reagan e pelo Secretário Geral Gorbachev em uma cúpula na cidade de Washington, o mesmo foi ratificado em maio do ano seguinte em uma votação de 93 a 5 pelo Senado dos Estados Unidos.

## Ruptura do Tratado

### Motivações
Em 2007, o presidente russo Vladimir Putin declarou que o tratado não servia mais aos interesses da Rússia. Isso aconteceu depois que o presidente americano George W. Bush, em 2002, retirou os EUA do Tratado de Mísseis Antibalísticos, que proibia armas projetadas para neutralizar mísseis nucleares balísticos. De mesmo modo, em 2014 o então presidente dos EUA, Barack Obama, acusou a Rússia de violar o Tratado INF após supostamente testar um míssil de cruzeiro lançado do solo. Ele teria optado por não se retirar do tratado sob pressão de líderes europeus, que disseram que tal medida poderia reiniciar uma corrida armamentista.

Em meio à piora dos laços entre Washington e Moscou, a Turquia recebeu em julho de 2019 as primeiras partes de um sistema de defesa antimísseis russo S-400, apesar da oposição dos EUA. O que levou a dissolução do acordo entre os países em 2 de agosto de 2019.